# L'Hebdo Journal
L'Hedbo Journal est un hebdomadaire québécois distribué gratuitement de porte à porte dans la ville de Trois-Rivières et dans la MRC des Chenaux au Québec (Canada).  
Il fut notamment la propriété de Médias Transcontinental qui possède plusieurs autres publications en Amérique du Nord jusqu'en novembre 2017, où il passe aux mains d'Icimédias. Ses locaux sont situés sur la rue Dalpé et son tirage se chiffre à plus de 50 000 exemplaires. 

## Annexes

Logo précédent.